# Opatovce
Opatovce este o comună slovacă, aflată în districtul Trenčín din regiunea Trenčín. Localitatea se află la altitudinea de 199 m deasupra n.m., se întinde pe o suprafață de 2,9 km2 și în 2017 număra 427 de locuitori.

## Istoric
Localitatea Opatovce este atestată documentar din 1113.

## Demografie
| An:                | 1994 | 2004   | 2014   | 2024   |
| ------------------ | ---- | ------ | ------ | ------ |
| Număr de persoane: | 407  | 395    | 401    | 433    |
| Diferență:         |      | −2,94% | +1,51% | +7,98% |

| An:                | 2023 | 2024   |
| ------------------ | ---- | ------ |
| Număr de persoane: | 432  | 433    |
| Diferență:         |      | +0,23% |